# Joelle Carter
Pour les articles homonymes, voir Carter.
Joelle Marie Carter, née le 10 octobre 1972 à Thomasville, est une actrice américaine.
De 2010 à 2015, elle interprète Ava Crowder dans la série Justified.

## Filmographie

### Cinéma
- 1998 : L'Homme qui murmurait à l'oreille des chevaux de Robert Redford: une secrétaire
- 2000 : High Fidelity de Stephen Frears: Penny Hardwick
- 2000 : Fou d'elle ou Coup de foudre au Plaza (It Had To Be You) de Steven Feder : Claire Parker
- 2001 : American Pie 2 de J.B. Rogers: Natalie
- 2003 : Justice de Evan Oppenheimer : Monique
- 2014 : Jessabelle de Kevin Greutert : Kate

### Télévision
- 1996 : New York, police judiciaire : Donna Richland
- 2000 : Wonderland : Heather Miles
- 2002 - 2003: New York 911 : Tori
- 2007 : Cold Case : Affaires classées : Kylie Cramer en 1989
- 2010 - 2015: Justified : Ava Crowder
- 2011 : Grey's Anatomy (saison 8 épisode 6)
- 2013 : Castle (saison 6 épisode 7) : Maggie Ingram
- 2014 : Ma fille, ma bataille (My Daughter Must Live) de John L'Ecuyer (TV) : Meghan O'Malle
- 2014 : Constantine : Jasmine Fell
- 2016 : Chicago Police Department : Laura Nagel
- 2016 : Scandal : Vanessa Moss
- 2017 : Chicago Justice : Laura Nagel
- 2018 :The Rookie (saison 1 épisode 6) : Megan Mitchell
- 2018-2019 : Dirty John, John Meehan : Denise Meehan-Shepard
- 2020 : Home Before Dark : Kim Collins
- 2020: Dirty John, Betty Broderick : Yvonne Newsome